# Radmirovac
Radmirovac (cyr. Радмировац) – wieś w Serbii, w okręgu niszawskim, w gminie Svrljig. W 2011 roku liczyła 132 mieszkańców.